# 불염
부파불교의 설일체유부의 논서 《아비달마순정리론》 제11권과 《아비달마장현종론》 제5권에 따르면,
불염(不厭: 싫어하지 않음)은 염(厭: 싫어함)의 반대되는 마음작용이다. 염은 유전연기와 그 결과물인 생사윤회를 염오(厭惡: 싫어하고 미워함)하게 하는 선한 마음작용이다. 한편, 흔(欣)은 환멸연기와 그것에 의해 증득되는 열반을 흔락(欣樂)하게 하는 선한 마음작용이다.
부파불교의 설일체유부의 논서 《아비달마품류족론》 제3권에 따르면,
불염(不厭: 싫어하지 않음) · 부등염(不等厭: 그 모두에 대해 싫어하지 않음) · 불각별염(不各別厭: 각각 따로따로에 대해 싫어하지 않음)은 무참(無慚)과 무괴(無愧)의 공통된 마음작용들 가운데 하나이다.
염(厭: 싫어함)은 다른 말로는 염환(厭患)이라고도 한다.  염환(厭患)은 문자 그대로의 뜻에 따르면 싫어하고 근심함 또는 싫어하고 근심으로 여기는 것이다.
안혜의 《대승광오온론》에 따르면,
염환은 생사(生死)의 모든 과실(過失)에 대한 변지(遍知)를 말한다. 보다 엄밀히 말하자면, 이러한 변지(遍知, 산스크리트어: parijñā: 두루 아는 것, 철저하게 완전히 아는 것)가 있을 때 유(有: 3계 또는 3계의 삶)와 유자구(有資具: 3계에 태어나게 하는 원인)에 대해 일으켜지는 바로 그 염환, 즉 바로 그 싫어함과 근심으로 여김을 말한다.
달리 말하면, 싫어하고 근심으로 여기는 것 즉 염환은 윤회를 일으키는 원인이 되는 악행과 그 악행에 의해 결과되는 윤회에 대해 그 인과관계를 '완전하게 아는 것[遍知]'이고 또한 이러한 앎의 상태에서 발견되는 '윤회와 그 원인에 대한 싫어함과 근심으로 여김'이다.
불염(不厭: 싫어하지 않음)은 탐(貪) · 무참(無慚) · 무괴(無愧) 등의 잡염(불선과 유부무기)과 관련되어 주로 언급되고, 염(厭: 싫어함) 즉 염환(厭患: 싫어하고 근심으로 여김)은 참(慚) · 괴(愧) · 무탐(無貪) 등의 선심소와 관련되어 주로 언급된다.
무착의 《집론》 제4권과 안혜의 《잡집론》 제6권에 따르면,
번뇌의 여러 다른 이름 가운데 하나인 결(結)은 애결(愛結) · 에결(恚結) · 만결(慢結) · 무명결(無明結) · 견결(見結) · 취결(取結) · 의결(疑結) · 질결(嫉結) · 간결(慳結)의 9결(九結)을 말한다.
그리고 《잡집론》에 따르면 결의 자성 즉 본질적 성질은 3계탐(三界貪, 산스크리트어: traidhātuko rāgaḥ, kāma-rūpārūpya-rāga) 즉 '3계에 대한 탐'이다. 결이 있기 때문에 유정은 3계를 불염(不厭: 싫어하지 않음)하게 되고, 다시 불염으로 인해 불선 즉 악이 현행하게 되고 선이 현행하지 않게 된다. 이러한 순차적인 과정에 의해 결은 미래세에서 유정을 고과(苦果) 즉 괴로운 과보가 생겨나는 상태에 묶어버리는[結] 작용을 한다.

## 같이 보기
- 고과와 낙과
- 탐
- 무탐
- 불교 용어 목록/ㅊ#참
- 불교 용어 목록#괴
- 무참
- 무괴

## 참고 문헌
- 곽철환 (2003). 《시공 불교사전》. 시공사 / 네이버 지식백과. |title=에 외부 링크가 있음 (도움말)
- 미륵 지음, 현장 한역, 강명희 번역 (K.614, T.1579). 《유가사지론》. 한글대장경 검색시스템 - 전자불전연구소 / 동국역경원. K.570(15-465), T.1579(30-279). |title=에 외부 링크가 있음 (도움말)
- 세친 지음, 현장 한역, 권오민 번역 (K.955, T.1558). 《아비달마구사론》. 한글대장경 검색시스템 - 전자불전연구소 / 동국역경원. K.955(27-453), T.1558(29-1). |title=에 외부 링크가 있음 (도움말)
- 호법 등 지음, 현장 한역, 김묘주 번역 (K.614, T.1585). 《성유식론》. 한글대장경 검색시스템 - 전자불전연구소 / 동국역경원. K.614(17-510), T.1585(31-1). |title=에 외부 링크가 있음 (도움말)
- 세친 지음, 현장 한역, 송성수 번역 (K.618, T.1612). 《대승오온론》. 한글대장경 검색시스템 - 전자불전연구소 / 동국역경원. K.618(17-637), T.1612(31-848). |title=에 외부 링크가 있음 (도움말)
- 운허.  동국역경원 편집, 편집. 《불교 사전》. |title=에 외부 링크가 있음 (도움말)
- (영어) DDB. 《Digital Dictionary of Buddhism (電子佛教辭典)》. Edited by A. Charles Muller. |title=에 외부 링크가 있음 (도움말)
- (중국어) 미륵 조, 현장 한역 (T.1579). 《유가사지론(瑜伽師地論)》. 대정신수대장경. T30, No. 1579. CBETA. |title=에 외부 링크가 있음 (도움말)
- (중국어) 佛門網. 《佛學辭典(불학사전)》. |title=에 외부 링크가 있음 (도움말)
- (중국어) 星雲. 《佛光大辭典(불광대사전)》 3판. |title=에 외부 링크가 있음 (도움말)
- (중국어) 세친 조, 현장 한역 (T.1612). 《대승오온론(大乘五蘊論)》. 대정신수대장경. T31, No. 1612, CBETA. |title=에 외부 링크가 있음 (도움말)
- (중국어) 세친 조, 현장 한역 (T.1558). 《아비달마구사론(阿毘達磨俱舍論)》. 대정신수대장경. T29, No. 1558, CBETA. |title=에 외부 링크가 있음 (도움말)
- (중국어) 호법 등 지음, 현장 한역 (T.1585). 《성유식론(成唯識論)》. 대정신수대장경. T31, No. 1585, CBETA. |title=에 외부 링크가 있음 (도움말)